# Vehmas
Vehmas är en sjö i kommunen Nyslott i landskapet Södra Savolax i Finland. Sjön ligger 86,3 meter över havet. Arean är 49 hektar och strandlinjen är 4 kilometer lång. Sjön  ingår i Vuoksens huvudavrinningsområde.   Den ligger omkring 120 kilometer öster om S:t Michel och omkring 310 kilometer nordöst om Helsingfors. 